# ほらどキウイプラザ
ほらどキウイプラザは岐阜県関市にある関市の公共施設（複合施設）である。

## 概要
- 関市洞戸地区の拠点施設として整備されたものである。2014年（平成26年）6月開館。
- 関市役所洞戸事務所と洞戸ふれあいセンター（旧・基幹集落センター、生涯学習センター）を統合した施設である。
- 施設名は洞戸地区の特産品のキウイフルーツに因む。

## 施設概要
- 関市役所洞戸事務所
- 洞戸ふれあいセンター
  - 関市立図書館洞戸分室
  - 多目的室
  - 会議室
  - 調理室
  - 児童室
  - 和室
  - ネットサロン室
- 洞戸保健センター

## 利用案内
- 住所：岐阜県関市洞戸市場294番地5
- 利用時間：
  - 8:30～17:15　（関市役所洞戸事務所・洞戸保健センター）
  - 9:00～21:30　（洞戸ふれあいセンター）　※受付時間は9:00～17:00
  - 9:00～17:00　（関市立図書館洞戸分室）
- 休館日：
  - 土日祝日、年末年始（12月29日～1月3日）　（関市役所洞戸事務所・洞戸保健センター）
  - 月曜日（月曜日が祝日の場合は翌日）、祝日の翌日、年末年始（12月29日～1月3日）　　（洞戸ふれあいセンター）
  - 月曜日、年末年始、祝日の翌日、特別整理休館日　（関市立図書館洞戸分室）

## 交通アクセス

### 公共交通機関
- 岐阜バス関板取線「ほらどキウイプラザ」バス停より徒歩すぐ。
  - 名鉄岐阜駅（名鉄岐阜のりば）・岐阜駅（JR岐阜駅バスターミナル）より、【N83】「ほらどキウイプラザ」行き
- 関市自主運行バス関板取線「ほらどキウイプラザ」バス停より徒歩すぐ。
  - 長良川鉄道関駅（関シティターミナル）より「ほらどキウイプラザ」行き
- 美濃市自主運行バス牧谷線[1]。「ほらどキウイプラザ」バス停より徒歩すぐ。
  - 長良川鉄道美濃市駅より「ほらどキウイプラザ」行き

## 周辺施設
- JAめぐみの洞戸支店
- 関市立洞戸小学校
- 関市立板取川中学校
- 洞戸郵便局

## その他
- ほらどキウイプラザの前の板取川河畔は、板取川花火大会の会場となる。